# Hyperoscelis eximia
Hyperoscelis eximia is een muggensoort uit de familie van de Canthyloscelididae. De wetenschappelijke naam van de soort is voor het eerst geldig gepubliceerd in 1858 door Carl Henrik Boheman.